# Ispočetka
Ispočetka je deseti studijski album Dine Merlina iz 2008. godine. Album je dobio naziv po pjesmi, koja je nastala još 2004. godine, i koja je trebala da bude posljednja pjesma na albumu Burek. Album je najavljen u kolovozu 2007. godine pjesmom "Otkrit ću ti tajnu". Sve pjesme je napisao i skladao Dino Merlin.

## Popis pjesama
| Broj | Pjesma                                        | Autor                         | Producent                                                     |
| ---- | --------------------------------------------- | ----------------------------- | ------------------------------------------------------------- |
| 1    | Ispočetka                                     | Dino Merlin                   | Dino Merlin, Mahir Sarihodžić, Mahir Beathouse, Vlado Džihan  |
| 2    | Dabogda (feat. Hari Varešanović)              | Dino Merlin                   | Dino Merlin, David Vurdelja (Baby Dooks)                      |
| 3    | Deset mlađa                                   | Dino Merlin, Mahir Sarihodžić | Dino Merlin, Enes Tvrtković, Nebojša Arežina, Marko Peruničić |
| 4    | Individualizam                                | Dino Merlin                   | Dino Merlin, Mahir Sarihodžić, Mahir Beathouse                |
| 5    | Nedostaješ                                    | Dino Merlin                   | Dino Merlin, Srđan Kurpjel                                    |
| 6    | Da šutiš                                      | Dino Merlin                   | Dino Merlin, Mahir Sarihodžić, Mahir Beathouse                |
| 7    | Klupko (feat. Vesna Zmijanac)                 | Dino Merlin                   | Dino Merlin, Srđan Kurpjel, Mahir Sarihodžić, Mahir Beathouse |
| 8    | Ptica bijela                                  | Dino Merlin                   | Dino Merlin, Đani Pervan, Dino Šukalo                         |
| 9    | Hadžija                                       | Dino Merlin                   | Dino Merlin, Mahir Sarihodžić, Mahir Beathouse                |
| 10   | Drama (feat. Toni Cetinski)                   | Dino Merlin                   | Dino Merlin, Nikša Bratoš                                     |
| 11   | Da šutiš (Indigo) (feat. Eldin Huseinbegović) | Dino Merlin                   | Dino Merlin, Enes Tvrtković, Eldin Huseinbegović              |
| 12   | Otkrit ću ti tajnu                            | Dino Merlin                   | Dino Merlin, Dino Šukalo                                      |
| 13   | Grudobolja                                    | Dino Merlin                   | Dino Merlin, Dino Šukalo                                      |